# 小林真
小林 真（こばやし まこと、1983年10月23日 - ）は、日本の俳優、歌手。大衆演劇劇団・小林劇団の総座長。

## 経歴
兵庫県姫路市出身。小林劇団の小林隆次郎と小林真弓の間に長男として生まれる。少年期に一時演劇の世界から離れるが中学卒業後に復帰。2005年に座長襲名。2016年に座長を弟の小林直行に譲り総座長となった。

## 人物
2011年に劇団の花形として将来を嘱望されていた弟、小林正利を急性白血病で亡くしている。
2016年4月、熊本県公演中に熊本地震で被災。5月末まで熊本市内にとどまりボランティア活動に携わりながら公演再開に尽力する姿がメディアで取り上げられた。

## ディスコグラフィ

### シングル
- 夢の花道（2003年9月25日、日本コロムビア TJSH-40106 ※小林真弓と共名義のシングル「大親分/夢の花道」（両A面）。）
- 女ごころ（2016年10月19日、LAZY ART LACS-10001、Billboard JAPANシングル総合チャート89位）

### DVD
- 白虎の鳴く月 若衆祭り（2008年、ポニーキャニオン）

## TV
- NEWSめんたいPlus（2015年10月20日、福岡放送）
- テレメンタリー それでも幕をあけよう（2016年7月17日、テレビ朝日）
- 泣いて笑って旅役者〜がんばるばい!熊本〜（2016年11月3日、テレビ朝日）